# Гней Арулен Целий Сабин
Гней Арулен Целий Сабин (лат. Gnaeus Arulenus Caelius Sabinus) — римский юрист, консул-суффект в апреле-мае 69 года н. э., ближайший последователь Массурия Сабина.
Занимал очень влиятельное положение при императоре Веспасиане. Из трудов его примечательна обработка Эдильского эдикта, которую внимательно изучал Ульпиан.